# Erythronium propullans
Erythronium propullans,  es una rara especie de planta bulbosa perteneciente a la familia de las liliáceas,  es conocida con el nombre común de Dwarf trout lily. Es originaria solamente de  Cannon River y Zumbro River en la cuenca hidrográfica del Condado de Rice (Minnesota), Condado de Goodhue y el extremo norte de Condado de Steele (Minnesota), en los Estados Unidos.  La planta se cree que es una mutación  de  (Erythronium albidum) y que evolucionó después de la más reciente glaciación. 

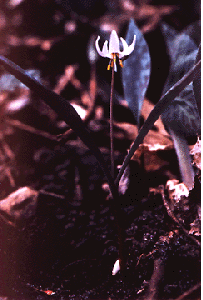
Vista de la planta

## Descripción
Las plantas florecen en primavera, al mismo tiempo que Hepatica, Dicentra cucullaria, Sanguinaria canadensis y otras flores silvestres de primavera .  Varias parcelas de terreno propiedad de The Nature Conservancy protegen algunas partes de su hábitat.

## Evolución, filogenia y taxonomía
La especie se observó por primera vez por María Hodges, una instructora de ciencias de secundaria en la Escuela Santa María (en la actualidad Shattuck-St. María) en Faribault, Minnesota, y a continuación figura formalmente como una nueva especie por el botánico Asa Gray en 1871.

## Taxonomía
Erythronium propullans fue descrita por  Asa Gray    y publicado en American Naturalist 5(5): 300, f. 74. 1871.
Etimología
Erythronium: nombre genérico que  se refiere al color de las flores de algunas de sus especies de color rojo (del griego erythros = rojo), aunque también pueden ser de color amarillo  o blanco.
propullans: epíteto latino 